# Comuna 8 (Cali)
La Comuna 8 de Cali está ubicada en el nororiente de la ciudad. Limita al norte con la Comuna 4 y la Comuna 7, al occidente con la Comuna 9 y al sur con la Comuna 11 y la Comuna 12.

## Barrios
La comuna 8 está conformada por 18 barrios y sectores los cuales son:
| - Atanasio Girardot - Benjamín Herrera - Chapinero - El Trébol - El Troncal - Industrial - La Nueva Base - La Floresta - Las Américas | - Municipal - Primitivo Crespo - Rafael Uribe Uribe - Saavedra Galindo - Santa Fe - Santa Mónica Popular - Simón Bolívar - La Base - Villacolombia |

## Villacolombia
El barrio es conocido como uno de los más comerciales de la comuna dado que en la Calle 52, principal vía del barrio y también de la comuna se han asentado negocios muy variados haciéndolo como una extensión del famoso y tradicional centro de Cali, este barrio cuenta también con la típica imagen del pueblo colombiano, el cual es una capilla o iglesia al frente de un parque, en el caso del Barrio Villacolombia, es la Parroquia San Pío X al frente del muy visitado parque de Villacolombia. A pesar de estar delimitado por el POT de la ciudad como la zona entre las Calles 48 y 54 y las Carreras 8 y 13, su área de influencia abarca zonas de los barrios cercanos Chapinero, El Trébol, La Base y El Troncal. Su sede de Junta de Acción Comunal se ubica en la Carrera 12a con calle 49.

### Servicios de Salud
Villacolombia se destaca por poseer la Sede Administrativa IPS Diego Lalinde de la Red de Salud del Centro ESE, otras entidades de salud presentes en el barrio Villacolombia son el Centro Médico Villacolombia, la Clínica Oriente, la Nueva EPS, y la sede Nororiente de la EPS Comfenalco. En el barrio se encuentra igualmente la Fundación Ideal Julio H. Calonje, en la calle 50 entre carreras 10a y 11.

### Instituciones Educativas
- Institución Educativa Villacolombia,[2] creada en 2002, a partir de la fusión de los centros educativos: Politécnico Municipal de Cali - Sede Villacolombia (actual sede de la IEO Villacolombia), la escuela República de Colombia de la calle 53 entre carreras 12E y 13, el Liceo Parque Infantil dentro del predio de la Junta de Acción Comunal, y el Centro Docente Santísima Trinidad que se ubica en la calle 48 entre carrera 12 y 12A, en esta institución se abarcan los niveles de preescolar, primaria y bachillerato.
- Institución Educativa Juan de Ampudia[3] - Sede Once de Noviembre, ubicada en la carrera 11D entre calle 52 y calle 53, solamente ofrece el nivel de primaria
- Colegio Militar José Acevedo y Gómez,[4] fundado en 1962, se encuentra ubicado al lado de la Sede Once de Noviembre de la IEO Juan de Ampudia, ofrece los niveles de preescolar, primaria y bachillerato con instrucción militar en los grados 9° y 11°.
- Colegio León de Greiff,[5] fundado en 1973, abarcar los niveles de preescolar, primaria y bachillerato técnico en informática, posee dos sedes, una de preescolar y algunos grados de primaria con juegos infantiles, una réplica de un castillo y de un barco para los niños y otras figuras como el Pato Donald, el característico León, mascota del Colegio, salas de sistemas y una piscina cubierta para niños, esta sede se encuentra ubicada en la carrera 12A entre calles 50 y 51, la sede principal y de Bachillerato se encuentra ubicada en la Calle 51 entre carreras 12A y 12C, posee un coliseo cubierto, laboratorios de química, salas de sistemas y salones audiovisuales. Ofrece a los estudiantes los cursos de robótica, banda marcial, danzas folclóricas y porrismo. Posee además de una cancha sintética para sus clases deportivas y de educación física.

### Deporte y Recreación
En el barrio Villacolombia, los escenarios deportivos incluyen el Polideportivo Villacolombia (anteriormente conocido como Parque o Cancha de Bavaria), administrado por la Junta de Acción Comunal, posee un gimnasio, canchas de baloncesto y cancha sintética de fútbol, en el Polideportivo se halla una Zona Wifi de la Alcaldía Municipal, este Polideportivo se halla entre las calles 50 y 49 y las carreras 10 y 10A.
También se halla la cancha de baloncesto de la sede de la Junta de Acción Comunal, así como los juegos infantiles encontrados allí.
El parque de Villacolombia también cuenta con algunos juegos infantiles y zonas de esparcimiento para niños y adultos, así como algunos puestos comerciales en los bordes del parque.
El barrio posee acceso al Corredor verde, ubicado en la Carrera 8.

### Movilidad y Transporte
El barrio cuenta con una estación del Sistema MIO con su mismo nombre , en el corredor Troncal Carrera 15, entre las calles 52 y 53, de igual forma las rutas que recorren el barrio son:
- La alimentadora A45B que comunica al barrio Villacolombia con los barrios Chapinero, El Troncal, La Base, Las Ceibas y San Marino, estos dos últimos de la comuna 7, en el barrio esta ruta se toma en la calle 52 entre las carreras 8 y 15.
- La pretroncal P40A que comunica al barrio con el Centro de Cali y la Zona oriental de Cali, en el barrio esta ruta se toma en la carrera 12 entre calles 52 y 53.
- La pretroncal P24B que comunica al barrio con la zona norte y parte del Oeste de la ciudad y en el otro sentido con la zona oriental de Cali, dentro de los sitios de interés a los que se acceden con esta ruta son el Centro Administrativo Municipal (CAM) y el Centro Comercial Chipichape, la ruta en el barrio se toma en la carrera 8 entre las calles 52 y 49.

Las vías principales que atraviesan el barrio son la Calle 52, la Carrera 8 y la Carrera 12.

#### Otras actividades
Cada Jueves, se presenta el Mercado Móvil de Villacolombia (llamado comúnmente "El móvil") el cual desde hace más de 20 años se ubican algunos comerciantes de plazas de mercado o galerías de Santa Elena y la Floresta donde ofrecen sus productos desde frutas, verduras, productos cárnicos, productos lácteos entre otros, el Móvil de Villacolombia se ubica en la carrera 8A entre calles 50 y 49.

## Principales Avenidas
Las principales avenidas que atraviesan la comuna 8 son:
- La Autopista Sur
- La Autopista Oriental
- La Carrera Octava
- La Carrera 15
- La Calle 25
- La Carrera 12
- La Calle 44

## Sistema Integrado de Transporte MasivoMIO
La comuna 8 es atravesada por dos rutas troncales del sistema masivo de transporte MIO, las cuales se ubican en la Carrera 15 con cinco estaciones, las cuales son El Trébol (Calle 57), Villacolombia (Calle 52), Chapinero (Calle 44), Atanasio Girardot (Calle 34) y Floresta (Calle 30); y en la Autopista Oriental con cuatro estaciones.
Al igual que en las rutas troncales esta comuna tiene dos vías pretroncales las cuales están en la Autopista Sur y en la Calle 25.